# Pullover

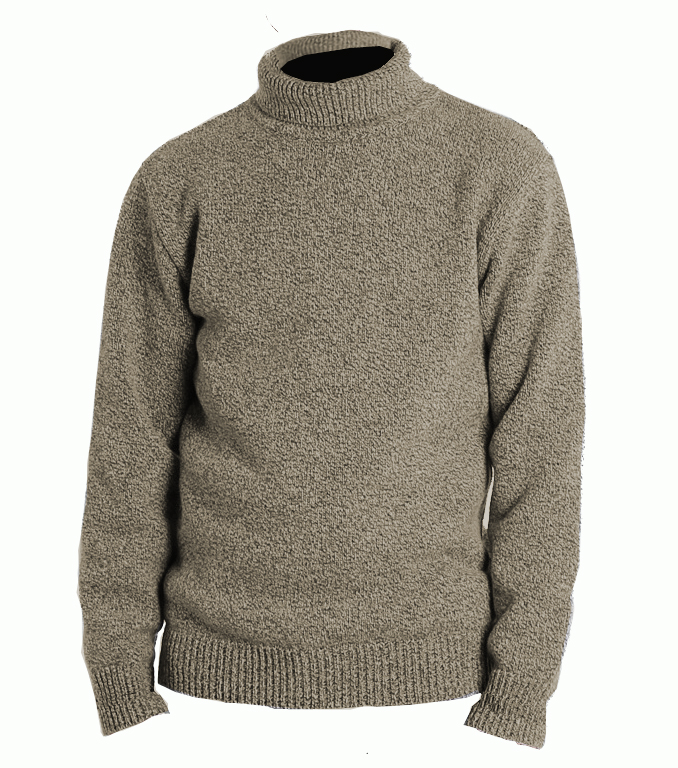
Ein Pullover

Pullover [pʊˈloːvɐ] (vom englischen pull over für (der) Überzieher, auch kurz Pulli genannt) ist häufig die Bezeichnung für ein gestricktes Kleidungsstück für den Oberkörper mit langen Ärmeln, das meist über den Kopf gezogen werden muss. Eine andere Bezeichnung dafür ist Jumper.

## Begriffliches
Das Wort kommt aus dem Englischen und bedeutet  Überzieher (to pull = ziehen, over = über). Im frühen 20. Jahrhundert ging der Begriff Pullover in den deutschen Sprachschatz ein, und der bis dahin übliche Begriff „Sweater“ wurde seltener.
Seit etwa 1950 wird auch das Wort Pulli, mit dem man ursprünglich einen Pullunder bezeichnete, fast synonym verwendet. Dem Pullover ähnliche, aus feiner gewirktem Sweatshirtstoff hergestellte Kleidungsstücke werden Sweatshirts genannt.
Bunt gemusterte Pullover werden meist nach Joseph-Marie Jacquard als Jacquard-Pullover bezeichnet.

## Geschichte
Während der Pullover lange Zeit als unvereinbar mit modischer und seriöser Kleidung galt, etablierte er sich im Laufe des 20. Jahrhunderts nach und nach. Dieser Prozess ist gekoppelt mit dem „Gesellschaftsfähigwerden“ von Sport einerseits und mit Reformbewegungen andererseits. So konnte sich schon in den 1930er Jahren das Twinset in der Damenbekleidung etablieren.
In der Zeit des Dritten Reiches wurde in Deutschland der Begriff des Schwubbers eingeführt.
In den 1950er Jahren zelebrierten die Existenzialisten eine minimalistische Mode, in der der Rollkragenpullover zu einem Markenzeichen dieser Szene wurde, insbesondere in Schwarz. Gerade in Intellektuellen-Kreisen wurde er zum Klassiker. In seiner leichten Form hat er sich seit den ausgehenden 1960er Jahren ein seriöses Image erworben und kann auch ohne Krawatte unter einem Jackett getragen werden und gilt dennoch als „gesellschaftlich tragbar“, insbesondere im akademischen Umfeld, im Business-Bereich ist er dagegen bis heute noch nicht etabliert.
Im Kontext der Ökologie- und Alternativbewegung wurden in den 1970er bis in die 1980er Jahre grobe selbstgestrickte Pullover aus Naturmaterialien gern getragen. Sie sollten bewusst nicht seriös und etabliert wirken. Insbesondere Norwegerpullovern haftet bis heute dieses Öko-Image an.
Die Popper dagegen trugen fein und glatt gestrickte Pullover aus hochwertigen Materialien (z. B. aus Kaschmirwolle) von namhaften Marken, wie Lacoste.
In den 1980er Jahren begann sich das artverwandte Sweatshirt mehr und mehr durchzusetzen, auch als Teil eines kompletten Jogginganzugs.
In den 1990er Jahren entdeckte die Techno-Bewegung die Skipullover der 1960er und 1970er Jahre als Teil der Clubwear. Second-Hand-Shops wurden beliebte Anlaufpunkte, in denen Originalware zu erstehen war. Die Pullover wurden aber auch von der Modeindustrie als Retro-Modelle kopiert oder nachempfunden.
In den Streetwear-Bereichen dominierten und dominieren dagegen seit den 1980er Jahren bis heute Sweatshirts das Geschehen, die jedoch prinzipiell nicht dem gestrickten Pullover zuzuordnen sind, insbesondere mit Kapuze. Das betrifft sowohl die Szenen Hip-Hop und Skater als auch Hooligans und Autonome.
Bei heutigen Jugendlichen und jungen Erwachsenen sind Sweatshirts insgesamt oft beliebter als Strickpullover. Sweatshirts haben sich zu Grundbestandteilen der zeitgenössischen Mode (Basics) entwickelt. Im Laufe der Weiterentwicklungen auf dem Modesektor bezeichnet das vormals klassische Wort „Pullover“ heute auch Kleidungsstücke, die nicht nur die traditionellen Merkmale (zum Beispiel Langärmel) besitzen. So werden im Zuge einer Liberalisierung der Definition durchaus auch Strickjacken oder Poloshirts mit langen Ärmeln als Pullover bezeichnet, was fachlich jedoch falsch ist. Demnach ist die althergebrachte Auffassung des „über-den-Kopf-Ziehens“ als zwingender Anhaltspunkt zur Bestimmung nicht mehr zeitgemäß.
Aufgrund ihrer ebenen Oberfläche eignen sich dünne Pullover/Sweatshirts zum Bedrucken, daher gibt es sie als Fan-Reliquie und mit diversen Motiven und Parolen. Teilweise sind die Schriftzüge bzw. Motive auch gestickt oder aufgenäht. Markenorientierte Menschen der jüngeren und mittleren Generation tragen gern mit plakativen Markenlogos versehene Sweatshirts. Sweatshirts sind auch mit angenähter Kapuze zu haben (Kapuzenpullover). Sweatshirts haftet ein sportlicheres Image an.
Die Strick-Pullover einiger Hersteller wie Carlo Colucci, MÄRZ, Coogi und Tundra gelten in bestimmten Kreisen als Kultobjekte. Zum Teil werden die auffällig gemusterten Pullover auch gesammelt und gelten als Prestigeobjekt. Die Fixierung auf Markenkleidung wird zwischen und innerhalb der Jugendkulturen differenziert diskutiert.

## Arten

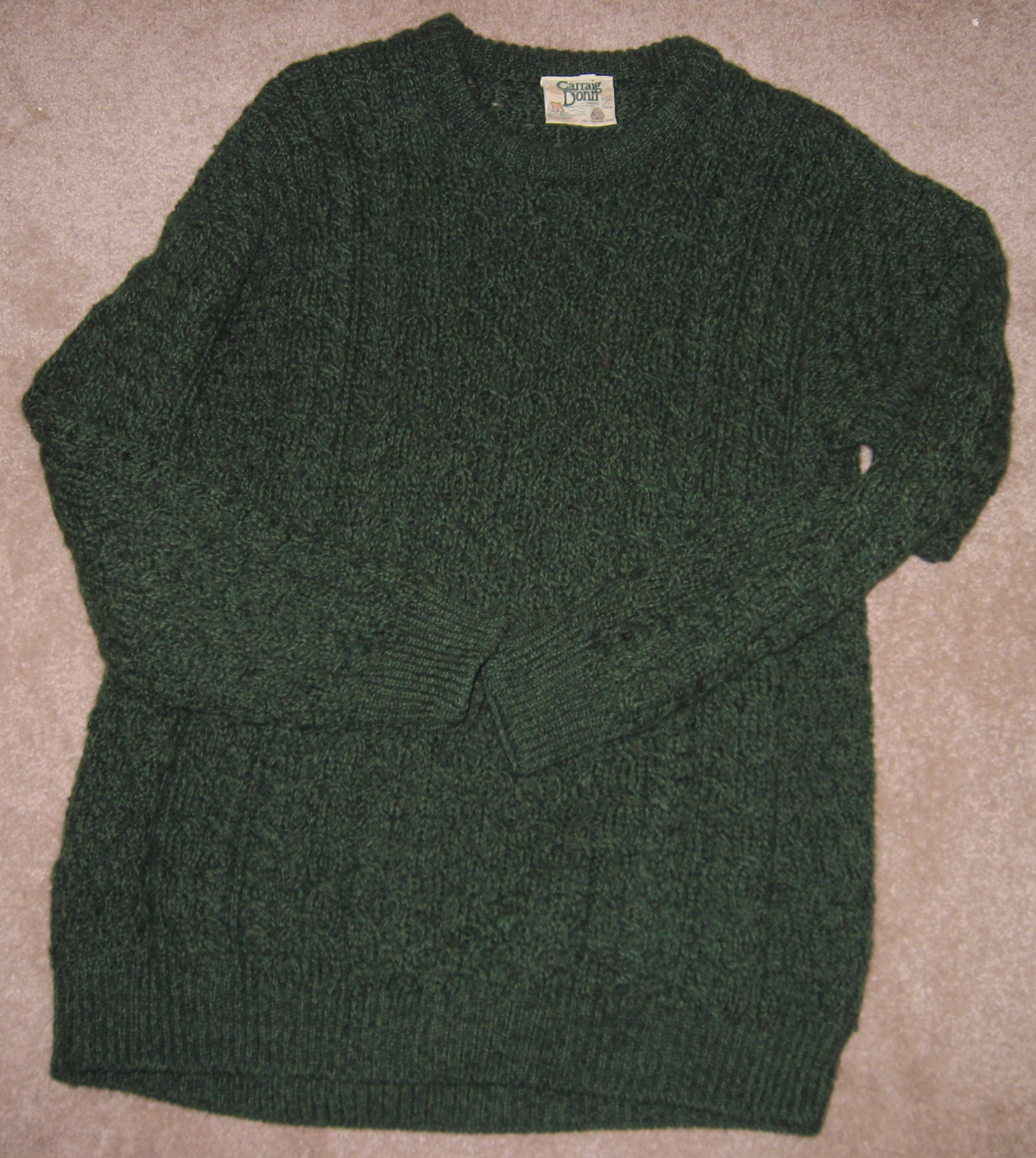
Pullover mit Aranmuster

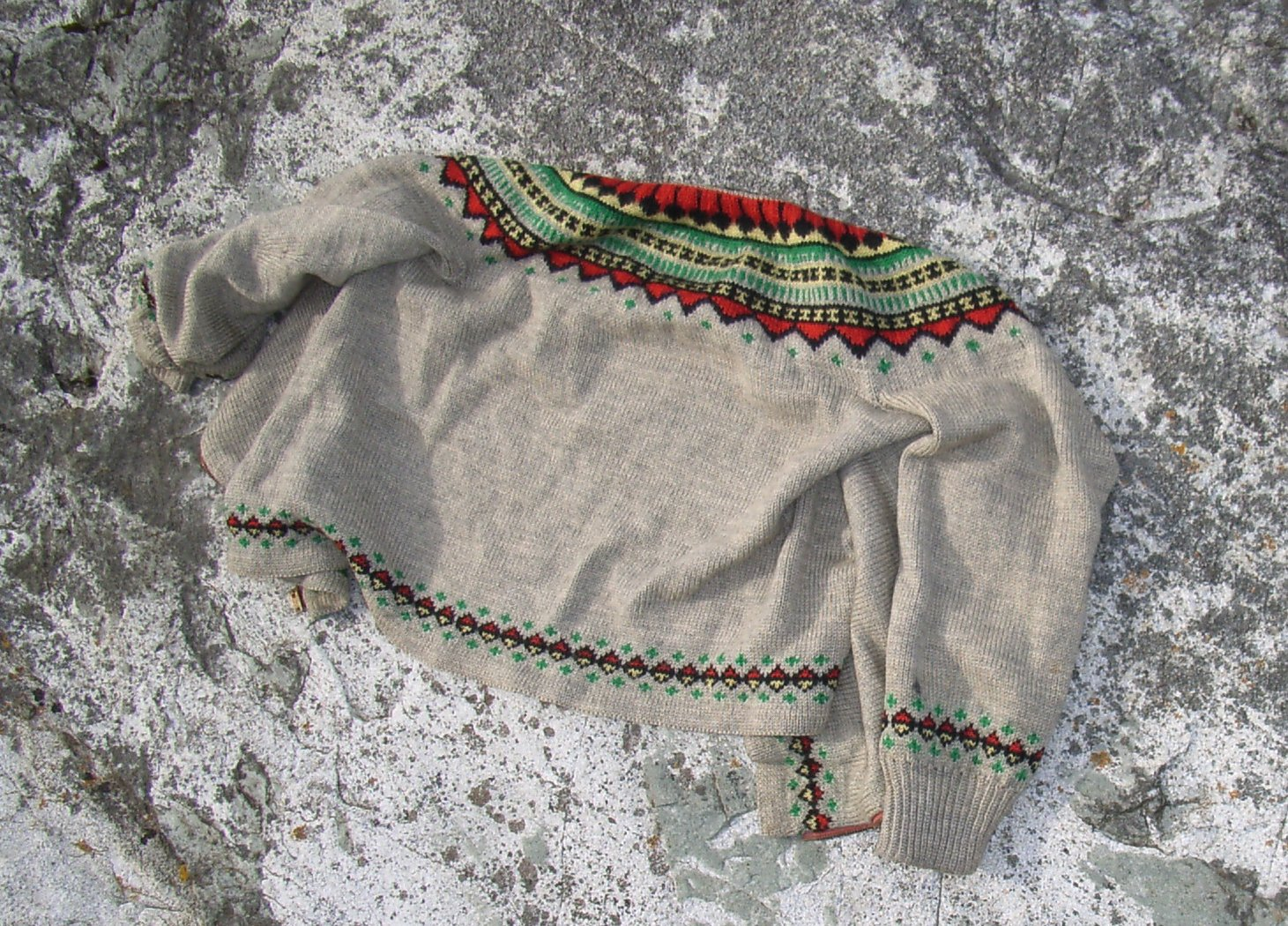
Variiertes Norwegermuster

Pullover gibt es aus vielen Textilfasern, wie z. B. Schurwolle, Kaschmirwolle, Seide und Baumwolle. Beimischungen aus Kunstfasern wie Polyacryl sind zur Verbesserung der Formstabilität weit verbreitet.
Manche Pullover sind heutzutage aus wind- und wasserundurchlässigen Materialien durch eingearbeitete Membrane gefertigt und werden sogar über der gesamten Oberbekleidung getragen.
Dazu gehören:
- Skipullover
- Joggingpullover
- Segelpullover
- Troyer

### Muster
Auch die verschiedensten Farben und Muster sind denkbar. Genannt seien hier das berühmte Norwegermuster und das Aranmuster. Ersteres stammt zwar aus dem Norden, nicht jedoch aus Norwegen. Island, die Färöer und die Shetland-Inseln sind die Heimat dieses mehrfarbigen und mehrfädigen Strickmusters. Aufgrund seiner Herkunft wird dort dieses Kleidungsstück mundartlich auch etwas irreführend „Den Danske Pulover“ genannt (in dieser leicht abweichenden Schreibweise). Wie das Aranmuster, das von den irischen Araninseln und aus Irland selbst stammt und das sich durch die plastisch wirkenden Zöpfe, Noppen und Rhomben charakterisiert, dienten diese neben der Kennzeichnung der Herkunft (Sippe, Familie) vor allem aber auch durch die Zusatzfäden dem Wetterschutz und der Windundurchlässigkeit. Noch heute sind selbstgestrickte Pullover als Geschenke sehr beliebt.

### Formen
Ebenso verschieden wie die Muster sind aber auch die Halsabschlüsse, Kragen, Ausschnitte und Ärmellänge.
Am verbreitetsten sind der V-Ausschnitt (darunter, je nach Kleidungsstil, T-Shirt, Polohemd, Hemd oder Hemd mit Krawatte), der runde Halsausschnitt und der halbhohe Halsausschnitt, englisch: „Mockneck“. Außerdem gibt es den U-Boot-Ausschnitt und den Rollkragen. Eine besondere Form sind Kurzarmpullover. Pullover mit Reißverschlüssen hingegen weisen in der Regel keinen Kragen auf.

## Trivia
In früheren Zeiten strickte die Ehefrau dem Seemann oder Fischer als Glücksbringer ein eigenes Haar mit hinein. Auch versah man in Irland und auf Guernsey die Pullover mit den Initialen der Männer, damit sie bei einem Schiffsunglück leichter identifiziert werden konnten, wenn sie an Land gespült wurden. Dass die familientypischen Muster auf den Hebriden und den Araninseln demselben Zweck dienten, gehört zu den modernen Mythen und geht wahrscheinlich auf das Theaterstück Riders to the Sea von John Millington Synge zurück.